# Jacques Moutet
Pour les articles homonymes, voir Moutet.
Jacques Moutet, né le 31 mars 1924 à Orthez et mort dans la même commune le 23 avril 1998, est un homme politique français.

## Biographie
Il est le fils de Georges Moutet et le père de Corinne Moutet,.
Il devient sénateur des Pyrénées-Atlantiques et conseiller général du canton d'Orthez.